# 田代政司
田代 政司（たしろ せいし、1955年5月18日 - ）は、日本の官僚。会計検査院事務総長を経て、学校法人千葉工業大学審議役。

## 人物・経歴
東京都生まれ。千葉県習志野市出身。千葉県立千葉高等学校を経て、1979年東京大学教養学部卒業、会計検査院事務総局入局。会計検査院事務総長官房総括審議官、会計検査院事務総局第4局長、会計検査院事務総局第1局長を経て、2015年会計検査院事務総局次長。2016年会計検査院事務総長。2017年退官、学校法人千葉工業大学審議役。2020年大成建設監査役。